# Judite Canha Fernandes
Judite Canha Fernandes (Funchal, 1971) é uma escritora, dramaturga e ativista feminista portuguesa.

## Biografia
Judite Canha Fernandes nasceu no Funchal, em 1971, tendo-se mudado para Ponta Delgada, em 1980. Fernandes licenciou-se em Ciências do Meio Aquático e doutorou-se em Ciência da Informação, tendo também uma pós-graduação em Biblioteca e Arquivo.
Fernandes é também uma ativista feminista tendo sido representante da Europa no Comité Internacional da Marcha Mundial das Mulheres entre 2010 e 2016. e também foi subscritora da carta aberta "A emergência é social e económica".
Fernandes é uma escritora e já publicou um conjunto de obras de ficção, poesia e dramaturgia.

## Obra
Poesia e Ficção
- 2008 - Abraçando o lastro, Poesia, Burra de Milho

- 2008 - Penumbr@, Poesia, Burra de Milho

- 2017 - Curtíssimas, Contos, Editora Kazua
- 2017 - O mais difícil do capitalismo é encontrar o sítio onde pôr as bombas, Poesia, Editora Urutau
- 2018 - A fúria da loiça da China,  Poesia, Editora Urutau
- 2019 - Podemos amar ou podemos, Poesia, Editora Urutau
- 2019 - Um passo para sul, Romance, Edições Gradiva

Obra Dramatúrgica
- 2008 (estreia) - M. A sede dos outros – Teatro Micaelense [8]
- 2018 - Bemóis e outros bicharocos (Co-criação com Teresa Gentil) – Centro Cultural de Belém [9][10]
- 2018 - Check-in. O dilema das cidades turvas - Arquipélago – Centro de Arte Contemporânea [11]
- 2018 - A minha casa era a sede (Co-criação com Teresa Gentil e Cláudia Gaiolas) [12]
- 2019 - As três sozinhas (Co-criação de Anabela Almeida, Cláudia Gaiolas e Sílvia Filipe / Dramaturgia com Alex Cassal) – Teatro Nacional D. Maria II [13]

Fernandes também tem diversas publicações em revistas literárias no Brasil, Itália, Espanha e Portugal. 

## Reconhecimentos e Prémios
- 2024 - Vence o Prémio Literário Edmundo Bettencourt com a novela O Mel sem Abelhas[19][20]
- 2021 - Menção honrosa no Prémio Literário Ferreira de Castro com a novela A Lista da Mercearia[20]
- 2020 - O romance Um Passo para Sul é nomeado como melhor livro de ficção narrativa pela Sociedade Portuguesa de Autores [21][22]
- 2020 - Um Passo para Sul foi semifinalista no Prémio Oceanos 2020 [23]
- 2019 - Recebeu uma das 12 bolsas de criação literária, promovido pela Direcção-Geral do Livro, dos Arquivos e das Bibliotecas, do Ministério da Cultura de Portugal) [24]
- 2018 - Vence o Prémio Agustina Bessa Luís com o romance Um Passo para Sul  [7]
- 2018 - Menção honrosa no Prémio Literário Ferreira de Castro [25]
- 2018 - Menção honrosa no Prémio Literário Dias de Melo [1]
- 2018 - Semifinalista do Prémio Oceanos 2018, com o livro de poesia o mais difícil do capitalismo é encontrar o sítio ponde pôr as bombas [5]
- 2008 - Foi prémio Jovens Criadores [1]